# Bibracte marginata
Bibracte marginata är en insektsart som beskrevs av Willemse, C. 1931. Bibracte marginata ingår i släktet Bibracte och familjen gräshoppor. Inga underarter finns listade i Catalogue of Life.